# Holcomb (Misuri)
Holcomb es una ciudad ubicada en el condado de Dunklin en el estado estadounidense de Misuri. En el Censo de 2010 tenía una población de 635 habitantes y una densidad poblacional de 420,54 personas por km².

## Geografía
Holcomb se encuentra ubicada en las coordenadas 36°24′5″N 90°1′29″O / 36.40139, -90.02472. Según la Oficina del Censo de los Estados Unidos, Holcomb tiene una superficie total de 1.51 km², de la cual 1.51 km² corresponden a tierra firme y (0%) 0 km² es agua.

## Demografía
Según el censo de 2010, había 635 personas residiendo en Holcomb. La densidad de población era de 420,54 hab./km². De los 635 habitantes, Holcomb estaba compuesto por el 95.59% blancos, el 1.73% eran afroamericanos, el 0% eran amerindios, el 0% eran asiáticos, el 0% eran isleños del Pacífico, el 2.2% eran de otras razas y el 0.47% pertenecían a dos o más razas. Del total de la población el 4.09% eran hispanos o latinos de cualquier raza.